# محلية الضبعة
محلية الدبة (بالإنجليزية: Addabah District)‏ إحدى محليات الولاية الشمالية، السودان.